# Parlementariërs tegen Apartheid
Parlementariërs tegen Apartheid, in het buitenland bekend als Parliamentarians for Action Against Apartheid (AWEPAA), is een organisatie die in 1984 werd opgericht door de Nederlandse politicus Jan Nico Scholten.
De stichting was een initiatief om middels een netwerk van anti-apartheidsgezinde parlementariërs internationaal de krachten te bundelen. Scholten werd voorzitter. De stichting kreeg steun uit onder andere Zweden, Denemarken, Noorwegen, Finland en Ierland. Hij werd op een verboden demonstratie bij de Zuid-Afrikaanse ambassade in Washington gearresteerd en vertelde later: "De arrestatie leverde publiciteit op voor de goede zaak en daar was het om begonnen."
Na de afschaffing van de apartheid werd de stichting omgedoopt in de Association of European Parliamentarians for Africa (AWEPA). AWEPA stimuleert democratie, mensenrechten en armoedebestrijding door zich in te zetten voor goedfunctionerende parlementen in Afrika en tracht Afrika op de politieke agenda in Europa te houden.